# Gigabit
Un gigabit (símbolo Gbit) es una unidad de medida de información normalmente abreviada como Gb, que equivale a 109 bits.
El gigabit está estrechamente relacionado con el gibibit, que en sistema binario es igual a 230 bits. Nótese sin embargo, que un gibibit (1.073.741.824 bits) es superior a un gigabit (1.000.000.000 bits) en más de 7%.
El gigabit es 1/8 de un gigabyte, puesto que está referido a bits en lugar de a bytes, y se abrevia como Gb (o Gbit). Se usa principalmente para describir el ancho de banda y las tasas de transmisión de flujos de datos de alta velocidad (por ejemplo: la velocidad actual de las interfaces de fibra óptica es de 2 Gbit/s). 
- Datos: Q3105497